# Osservatorio di Saint-Sulpice
| 260724 Malherbe    | 30 maggio 2005    |
| 271235 Bellay      | 18 ottobre 2003   |
| 283786 Rutebeuf    | 21 agosto 2003    |
| 289085 Andreweil   | 6 ottobre 2004    |
| 289992 Onfray      | 10 agosto 2005    |
| 303546 Bourbaki    | 16 marzo 2005     |
| 317715 Guydetienne | 24 agosto 2003    |
| 317809 Marot       | 24 settembre 2003 |
| 317917 Jodelle     | 21 ottobre 2003   |
| 333508 Voiture     | 31 maggio 2005    |
| 335292 Larrey      | 3 agosto 2005     |
| 354659 Boileau     | 30 maggio 2005    |
| 363504 Belleau     | 18 ottobre 2003   |

L'osservatorio di Saint-Sulpice (in francese: Observatoire de Saint-Sulpice) è un osservatorio astronomico francese situato nell'omonimo comune nel dipartimento dell'Oise alle coordinate 49°21′06.98″N 2°07′27.84″E gestito da Bernard Christophe. Il suo codice MPC è 947 Saint-Sulpice.
Il Minor Planet Center gli accredita la scoperta di diciotto asteroidi tra il 2003 e il 2005.